# Olympische Zwischenspiele 1906/Wasserspringen
| Wasserspringen bei den Olympischen Zwischenspielen | Wasserspringen bei den Olympischen Zwischenspielen |
| Olympische Ringe · Wasserspringen                  | Olympische Ringe · Wasserspringen                  |
| Informationen                                      | Informationen                                      |
| -------------------------------------------------- | -------------------------------------------------- |
| Teilnehmer:                                        | 24 Athleten                                        |
| Datum:                                             | 27. April–28. April                                |
| Wettkampfort:                                      | Paleo Faliro                                       |
| Entscheidung:                                      | 1                                                  |
| Olympische Ringe                                   | Wasserspringen                                     |

| Olympische Zwischenspiele 1906 (Medaillenspiegel Wasserspringen) | Olympische Zwischenspiele 1906 (Medaillenspiegel Wasserspringen) | Olympische Zwischenspiele 1906 (Medaillenspiegel Wasserspringen) | Olympische Zwischenspiele 1906 (Medaillenspiegel Wasserspringen) | Olympische Zwischenspiele 1906 (Medaillenspiegel Wasserspringen) | Olympische Zwischenspiele 1906 (Medaillenspiegel Wasserspringen) |
| Platz                                                            | Mannschaft                                                       | Goldmedaillen                                                    | Silbermedaillen                                                  | Bronzemedaillen                                                  | Total                                                            |
| ---------------------------------------------------------------- | ---------------------------------------------------------------- | ---------------------------------------------------------------- | ---------------------------------------------------------------- | ---------------------------------------------------------------- | ---------------------------------------------------------------- |
| 01                                                               | Deutsches Reich                                                  | 1                                                                | 1                                                                | —                                                                | 2                                                                |
| 02                                                               | Österreich                                                       | —                                                                | —                                                                | 1                                                                | 1                                                                |

Bei den Olympischen Zwischenspielen 1906 in Athen wurde ein Wettbewerb im Wasserspringen ausgetragen. Der Wettkampf fand im offenen Wasser der Meeresbucht von Kea bei Phaleron statt. Die Sprungbretter waren auf einem Schiff der griechischen Marine an einem in Etagen eingeteilten Holzgerüst befestigt.

## Männer

### Turmspringen
| Platz | Land | Athlet         | Punkte |
| ----- | ---- | -------------- | ------ |
| 1     | GER  | Gottlob Walz   | 156,0  |
| 2     | GER  | Georg Hoffmann | 150,2  |
| 3     | AUT  | Otto Satzinger | 147,4  |

Es waren je drei Sprünge vom 4-m-, 8-m- und 12-m-Brett zu absolvieren, die von Kampfrichtern mit maximal 20 Punkten bewertet wurden. Die Gesamtpunktzahl ergab sich aus dem Mittelwert aller Sprünge. Olympiasieger Gottlob Walz traute nur sich und sonst niemandem. So nahm er sein eigenes, sechs Meter langes Sprungbrett mit auf die Reise mit dem Zug, um auf diesem in Athen zu springen.